# Black Denim Trousers and Motorcycle Boots
Black Denim Trousers and Motorcycle Boots je tragická mladistvá píseň, jejíž text a hudbu napsali Jerry Leiber a Mike Stoller.

## Píseň
Nahrána byla roku 1955 skupinou The Cheers, ve stejný rok se dostala v časopisu Billboard na šestou příčku. Po nahrání coververze od Vaughna Monroea se dostala na 38. příčku.
Roku 1956 ji nazpívala ve francouzské verzi šansoniérka Édith Piaf, a to s názvem L' Homme à la Moto, stala se jedním z jejích největších hitů.
Píseň vypráví o příběhu motorkáře, který byl popisován jako teror Highway 101 a o jeho loajální přítelkyni Mary Lou.

## Coververze
Mezi dalšími hudebníky, kteří tuto píseň nahráli, jsou skupina The Diamonds, Chris Spedding, Joan Morris či William Bolcom.
Roku 1959 se proslavil parodií na tuto píseň Dodie Stevens.
Roku 2005 ji v české verzi s názvem Jezdec vydala na své studiovém albu Nelituj zpěvačka Světlana Nálepková a roku 2010 šansoniérka Hana Hegerová na albu Kolo mlýnské v srdci mém s názvem Motorkářka.